# Ramon Zürcher
Pour les articles homonymes, voir Zürcher.
Ramon Zürcher (né le 20 juin 1982 à Aarberg) est un réalisateur suisse.

## Biographie
Ramon Zürcher a étudié à l'université des arts de Berne et à l'Académie allemande du cinéma et de la télévision de Berlin. 
Il réalise plusieurs courts métrages et un premier long métrage, L'Étrange Petit Chat, présenté au festival de Cannes 2013 (programmation de l'ACID). 
Avec son frère Silvan, il tourne ensuite La Jeune Fille et l'Araignée, sorti en 2021. 

## Filmographie

### Courts métrages
- 2007 : Aujourd'hui, j'aime cette chanson
- 2009 : Reinhardtstraße
- 2010 : Les Passants
- 2011 : Hier, mon amie a acheté un vélo

### Longs métrages
- 2013 : L'Étrange Petit Chat
- 2021 : La Jeune Fille et l'Araignée (coréalisateur : Silvan Zürcher)
- 2024 : Der Spatz im Kamin